# 岡崎静夏
岡崎 静夏（おかざき しずか、1992年6月12日 - ）は、神奈川県横浜市出身のモーターサイクル・ロードレースレーサー。全日本ロードレース選手権・J-GP3クラスに日本郵便 Honda Dream TPより参戦中。産業能率短期大学経済学科卒。

## 来歴
3才の時に器械体操を始める。小学校5年生の時に3歳年下の弟の影響でポケバイレースに出場したことがレースデビューのきっかけになった。2007年に日本モーターサイクルスポーツ協会（MFJ）の主催する「ロードレースアカデミー」に入学、本格的にオートバイレースの世界に入る。
2009年・2010年と2年連続でMFJ主催の女性限定レース・MFJレディースロードレースでシリーズチャンピオンを獲得。2009年度もてぎロードレース選手権・GP-MONOクラス（4ストローク単気筒250cc自然吸気エンジンを搭載するレース専用バイク）のランキングにより国際ライセンスに昇格。2010年からは同じGP-MONOクラスのマシンではあるが、全日本格式である全日本ロードレース選手権へと参戦する舞台をステップアップした。
2011年の全日本SUGOラウンド決勝レース中、SPインコーナーで転倒を喫し右手首・右手小指・左足首を骨折。レース人生初の大けがを負い数戦欠場。翌2012年から全日本選手権のJ-GP3クラスへとステップアップ。
デビュー当時「現役女子高生」のレーサーだったことからメディアからの注目も高く、『モーターサイクリスト』(八重洲出版)・『ヤングマシン』(内外出版)等のバイク雑誌にて連載を担当するほか、『ジャンクSPORTS』『クイズ!ヘキサゴンII』(フジテレビ)や『大人のバイク時間 MOTORISE』(BS11)などへの出演歴がある。
2016年の全日本ロードレース開幕戦・筑波サーキットで最終ラップまで4位争いのバトルを繰り広げた結果、6位に入賞。熊本地震の影響でオートポリスラウンドがキャンセルされ全5戦のシーズンとなったが、年間ランキングで最高順位を更新する6位となった。同年には10月のロードレース世界選手権シリーズ第15戦日本グランプリのMoto3クラスに主催者推薦枠として出場、女性レーサーが世界グランプリに出場するのは井形とも以来21年ぶりであった。世界グランプリには2018年も日本GP Moto3クラスにワイルドカード枠にて出場し決勝23位となった。
2017年、岡山国際サーキットでの決勝レースでトップ争いのバトルに加わり、終盤までトップが見える位置でのレースをしたが最終ラップで転倒を喫し表彰台を逃した(20位完走扱い)。
2018年は、6月のSUGO・予選でウェット路面の中、自己最高タイとなる4位グリッドを獲得、続く筑波(レース1)では決勝自己最高位を更新する5位でチェッカーを受けるなど好結果を残す中、連日開催となった筑波(レース2)ではスタート直後の第1コーナーでハイサイドによるクラッシュを喫し、両足（左足甲および右足首）を骨折。レースの赤旗中断の原因ともなってしまった。岡崎はこの時の転倒リタイヤを「優勝に手が届く、との意識が焦りとなって現れた結果だった」と後に分析している。
2020年からは9年間所属したコハラレーシングを離れ、自らのチーム「RT YOLO!」を立ち上げ全日本ロードレース・J-GP3クラスに継続参戦。メカニックはポケバイを始めるきっかけとなった弟が担当。YOLOとはYou Only Live Once・人生一度きりの意。このチーム体制では2シーズン参戦した。
2022年から日本郵便とティー・プロ・イノベーション（TP）、ホンダがダッグを組む『日本郵便 Honda Dream TP』からJ-GP3クラスに参戦することが発表された。これまでの全日本選手権決勝レース最高位は4位（2019年・ツインリンクもてぎ）であり、岡崎自身も『今年こそは表彰台』『今年こそ 優勝』を目標に挙げていた。
2024年も引き続き『日本郵便 Honda Dream TP』からJ-GP3クラスに参戦する。同年の最終戦、鈴鹿サーキットで行われた全日本ロードレース選手権MFJグランプリにおいて、4番手チェッカーだったものの、前走行車がペナルティを受けたため繰上りで3位となった。参戦13年目において念願の初表彰台を獲得し、更にレース中のファーステストラップも記録した。

## 戦績
- 2009年 MFJレディースロードレース シリーズチャンピオン
- 2010年 MFJレディースロードレース シリーズチャンピオン
全日本ロードレース選手権 GP-MONOクラス ランキング19位
- 2011年 アジア国別対抗ロードレース選手権
開幕戦（インド）第1レース：12位、第2レース：10位[16]
第2戦（日本）予選：5位、決勝：DNS[17]
全日本ロードレース選手権 GP-MONOクラス参戦
- 2012年 全日本選手権 J-GP3クラス フル参戦開始
- 2016年 ロードレース世界選手権 日本GP Moto3クラス 予選34位・決勝26位 UQ&テルル Kohara RT
- 2018年 ロードレース世界選手権 日本GP Moto3クラス 予選29位・決勝23位 Kohara Racing Team

### 全日本ロードレース選手権
| 年     | チーム                                               | クラス  | 車番 | 使用車両        | タイヤ | 1       | 2       | 3       | 4        | 5      | 6       | 7       | 順位 | ポイント |
| ------ | ---------------------------------------------------- | ------- | ---- | --------------- | ------ | ------- | ------- | ------- | -------- | ------ | ------- | ------- | ---- | -------- |
| 2010年 | Garage MoMo & iF (R-1) Team SHIZU & iF (R-2～最終戦) | GP-MONO | 41   | HP250RF         | B      | TSU 16  | AP 21   | SUG 10  | OKA      | TRM 10 | SUZ Ret |         | 19位 | 27       |
| 2011年 | コハラレーシング                                     | GP-MONO | 19   | HP250RF         | B      | TRM 25  | SUG Ret | AP      | OKA      | SUZ 30 |         |         | NC   | 0        |
| 2012年 | コハラレーシング                                     | J-GP3   | 88   | ホンダ・NSF250R | B      | TRM 19  | TSU Ret | TRM 34  | SUG 31   | AP 26  | OKA 27  | SUZ1 C  | 31位 | 2        |
| 2013年 | コハラレーシング                                     | J-GP3   | 31   | ホンダ・NSF250R | B      | TRM 21  | TSU 21  | TRM 20  | SUG 17   | AP 19  | OKA Ret | SUZ 16  | 29位 | 15       |
| 2014年 | コハラレーシング                                     | J-GP3   | 30   | ホンダ・NSF250R | D      | AP 15   | TRM1 24 | TRM2 15 | SUG Ret  | OKA 12 | SUZ 20  |         | 22位 | 22       |
| 2015年 | Y!mobile・コハラレーシング                           | J-GP3   | 22   | ホンダ・NSF250R | D      | AP 14   | TRM 11  | SUG 10  | TSU2 C   | OKA 12 | SUZ Ret |         | 13位 | 37       |
| 2016年 | UQ & テルル・コハラレーシング                        | J-GP3   | 13   | TSR3            | D      | TSU 6   | TRM 10  | AP3 C   | SUG 8    | OKA 7  | SUZ 9   |         | 6位  | 68       |
| 2017年 | UQ & テルル・コハラレーシング                        | J-GP3   | 6    | TSR3            | D      | TSU Ret | SUG 15  | TRM 8   | AP 15    | OKA 20 | SUZ 13  |         | 15位 | 37       |
| 2018年 | コハラレーシング                                     | J-GP3   | 15   | ホンダ・NSF250R | D      | TRM Ret | SUG Ret | TSU1 5  | TSU2 Ret | AP 9   | OKA4 C  | SUZ 15  | 13位 | 45       |
| 2019年 | コハラレーシング                                     | J-GP3   | 13   | ホンダ・NSF250R | D      | TRM 4   | SUG 5   | TSU1 6  | TSU2 7   | OKA 15 | AP 10   | SUZ Ret | 8位  | 80       |
| 2020年 | RT YOLO! SARD & ぱわあくらふと                       | J-GP3   | 8    | ホンダ・NSF250R | D      | TSU5 C  | SUG 7   | OKA6 C  | AP 10    | TRM 16 | SUZ Ret |         | 13位 | 30       |
| 2021年 | RT YOLO! SARD & ぱわあくらふと                       | J-GP3   | 13   | ホンダ・NSF250R | D      | TRM 16  | SUG 7   | TSU1 16 | TSU2 7   | SUZ 17 | OKA 13  | AP 16   | 14位 | 21       |
| 2022年 | 日本郵便 Honda Dream TP                              | J-GP3   | 14   | ホンダ・NSF250R | D      | MRM 22  | SUG 17  | TSU 16  | AP 9     | OKA 11 | SUZ 12  |         | 14位 | 19       |
| 2023年 | 日本郵便 Honda Dream TP                              | J-GP3   | 14   | ホンダ・NSF250R | D      | MRM 15  | SUG 11  | TSU 10  | AP 11    | OKA 10 | SUZ 15  |         | 12位 | 24       |
| 2024年 | 日本郵便 Honda Dream TP                              | J-GP3   | 12   | ホンダ・NSF250R | B      | MRM 6   | SUG 8   | TSU 11  | AP 5     | OKA 6  | SUZ 3   |         | 4位  | 63       |
| 2025年 | 日本郵便 Honda Dream TP                              | J-GP3   | 4    | ホンダ・NSF250R | B      | SUG     | TSU1    | TSU2    | MRM      | AP     | OKA     | SUZ     |      |          |

- 斜体はファステストラップ。
- 1豪雨のためJ-GP3クラス決勝は中止となった。
- 2 台風18号(2015年)による鬼怒川水害が発生。サーキット近隣地域の被害が考慮され大会中止。
- 3 熊本地震 (2016年)による被害のため大会中止。
- 4 予選は行われたが、台風24号(2018年)が岡山県通過予測のため決勝日全て中止。
- 5 新型コロナウイルス感染症の世界的流行 (2019年-)の影響により中止。
- 6 台風10号(2020年)の西日本地域への上陸が予測されたため開催中止となった。

### ロードレース世界選手権
| 年   | クラス | マシン          | 1   | 2   | 3   | 4   | 5   | 6   | 7   | 8   | 9   | 10  | 11  | 12  | 13  | 14  | 15     | 16     | 17  | 18  | 19  | 順位 | ポイント |
| ---- | ------ | --------------- | --- | --- | --- | --- | --- | --- | --- | --- | --- | --- | --- | --- | --- | --- | ------ | ------ | --- | --- | --- | ---- | -------- |
| 2016 | Moto3  | ホンダ・NSF250R | QAT | ARG | AME | SPA | FRA | ITA | CAT | NED | GER | AUT | CZE | GBR | RSM | ARA | JPN 26 | AUS    | MAL | VAL |     | NC   | 0        |
| 2018 | Moto3  | ホンダ・NSF250R | QAT | ARG | AME | SPA | FRA | ITA | CAT | NED | GER | CZE | AUT | GBR | RSM | ARA | THA    | JPN 23 | AUS | MAL | VAL | NC   | 0        |